# سوزي دنت
سوزي دنت (بالإنجليزية: Susie Dent) هي لغوية وكاتِبة بريطانية، ولدت في 19 نوفمبر 1964 في ووكينغ في المملكة المتحدة.

## وصلات خارجية
- سوزي دنت على موقع IMDb (الإنجليزية)
- سوزي دنت على موقع ميوزك برينز (الإنجليزية)
- سوزي دنت على موقع قاعدة بيانات الفيلم (الإنجليزية)